# 小島健 (俳人)
小島 健（こじま けん、1946年10月26日 - ）は、俳人。

## 来歴
新潟県生まれ。中央大学法学部卒業。10代の頃から俳句を始め、岸田稚魚に師事、俳誌「琅玕」（玕：王偏に干）に学ぶ。稚魚没後、角川春樹に師事、俳誌「河」（主宰：角川照子）に入会。角川春樹賞（1990年）、河新人賞（1991年）、河賞（1993年）を受賞。1995年、第一句集『爽』を上梓、翌年、句集『爽』により第19回俳人協会新人賞を受賞。
NHK学園専任講師、俳人協会常務理事を務める。

## 著書
- 句集『爽』角川書店、1995年　ISBN 4-04-871571-2
- 句集『木の実』朝日新聞社、2002年　ISBN 4-02-330716-5
- 『大正の花形俳人』ウエップ、2006年　ISBN 4-89522-477-5
- 『いまさら聞けない俳句の基本Q&A』飯塚書店、2008年　ISBN 4-7522-2054-7
- 句集『蛍光』角川書店、2008年　ISBN 4-04-651823-5
- 『大正俳句のまなざし―多彩なる作家たち（NHKカルチャーラジオ 俳句をよむ）』日本放送出版協会、2010年　ISBN 978-4149107493
- 選集『小島健句集』ふらんす堂〈現代俳句文庫〉、2011年　ISBN 978-4781403922
- 『別冊NHK俳句 はじめておぼえる季語100』NHK出版、2012年　ISBN 978-4144071843
- 『添削で実践はじめての俳句づくり NHK学園人気講師の誌上講座』学研教育出版, 2012.9
- 『別冊NHK俳句 俳句練習帖 書き込み式ドリルで楽しく上達!』NHK出版、2014年　ISBN 978-4144071980
- 『小島健集』俳人協会〈自註現代俳句シリーズ・12期1〉、2016年　ISBN 978-4891711498
- 句集『山河健在』角川文化振興財団、2020年　ISBN 978-4048843614

## メディア出演
- NHK俳句（2016年度選者、第4週「俳句さく咲く!」担当）